# マリンカの戦い (2022年-2023年)
2022年-2023年のマリンカの戦い（マリンカのたたかい、英: battle of Marinka）は、2022年ロシアのウクライナ侵攻において、ウクライナのドネツィク州ポクロウシク地区マリンカで起こった、ウクライナ軍とロシア軍・ドンバスの親ロシア派分離主義勢力の戦闘である。
ロシアの大統領ウラジーミル・プーチンによるドネツク人民共和国 (DPR) の承認とウクライナへの侵攻の開始を経て、3月14日に発生したドネツクへのミサイル攻撃により戦闘が勃発し、3日後、ロシア軍とDPR軍がマリンカに攻勢を仕掛けた。
この戦闘はその期間と市のインフラ被害の規模で有名になった。2022年11月までに町の大半は破壊され、民間人は誰も残っておらず、戦闘で残った建物も殆ど無かった。2023年12月までにロシアはマリンカのほぼ全域を掌握した。
2023年12月25日、ロシアは同国軍部隊がマリンカを完全制圧したと表明したが、ウクライナ軍は当初この主張を否定した。翌日、ウクライナ軍総司令官のヴァレリー・ザルジニーはマリンカの失陥を認めた。

## 背景
マリンカは2014年のウクライナ紛争の開始以来、ウクライナが支配してきた最前線の都市である。同市はウクライナの防衛線の重要な位置にあり、2015年時点で、ウクライナの指揮官ヴァレンティン・マンコによると「もし分離主義者がマリンカ地区を突破したら、ウクライナ軍は（デバルツェボの戦いの時のように）さらに包囲される可能性がある」という。ロシアのセルゲイ・ショイグ国防相は、2014年以降、「ウクライナ軍は地下通路で繋がっている強靭な要塞地域を作った。（中略）各通りには十分に要塞化され、空と大砲による全ての攻撃からかなりよく保護された建物、長期射撃地点、複雑な地下通信システムがあった」と述べた。
マリンカでは2015年6月にもミンスク2締結後の最初の大規模戦闘が起こっており、DPRの攻勢が失敗して、ウクライナが領土を保全した。

## 戦闘経過

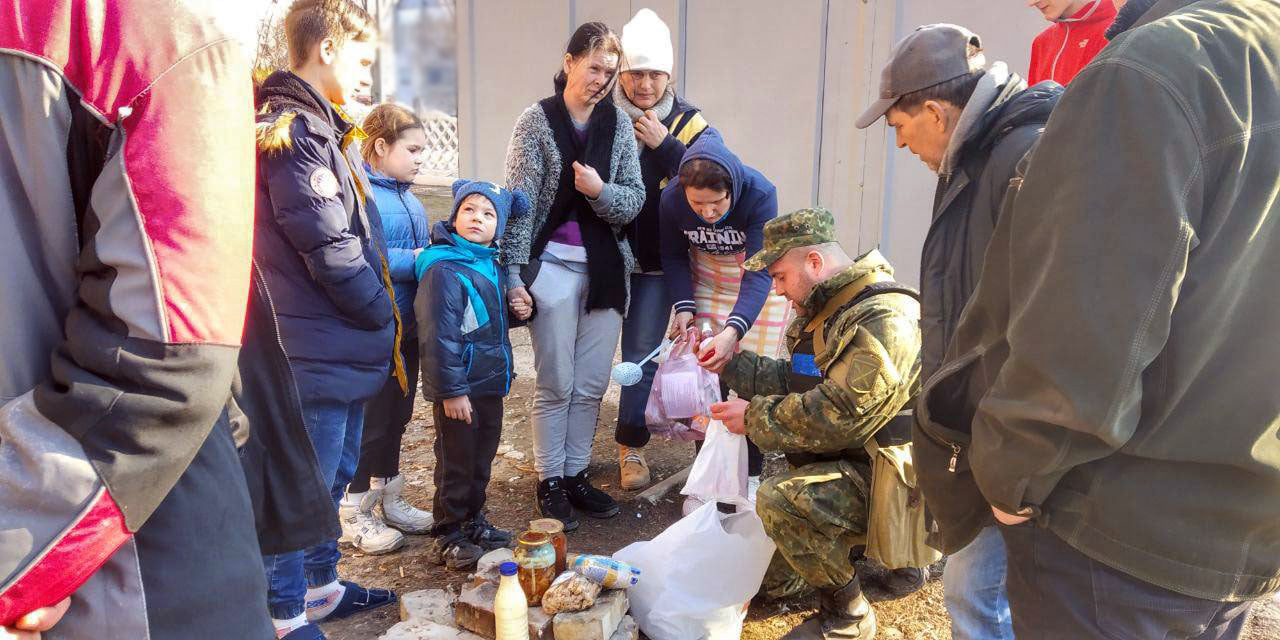
マリンカに人道支援物資を届けるウクライナの警察（2022年3月25日）

### 初期の砲撃
2022年2月17日、マリンカで砲撃があり、65歳の女性が負傷した。民間人らは、この日の砲撃は午前9時30頃に始まり、午後2時30分に終わったと語り、「少なくとも20回」の別々の爆発音を聞いたと語った。
ロシアのウクライナ侵攻が始まるまでの数日間に砲撃が激化し、ウクライナ兵2人が死亡、4人が負傷した。OSCEは2月19日にマリンカに向けた大量の飛翔体を記録し、また、ロシア軍の本格侵攻が始まった直後の2022年2月25日にドネツク市の南、南西、西でマリンカ方向に起きた123件の爆発をモニタリングした。
3月30日、ウクライナ国家非常事態庁の職員は、ロシア軍の白リン弾による数十ヵ所の火災を消火した。
3月31日、9M22C焼夷弾がBM-21から発射され、12ヵ所で火災が発生したが、ウクライナ国家非常事態庁の職員が消火した。Heorhiievka、ノヴォカリノヴェ、オチェレティネも砲撃され、市民は無傷だったが、住宅が被害を受けた。アウディーイウカは爆撃により再度電気の供給が絶たれた。

### ロシアの初期攻勢

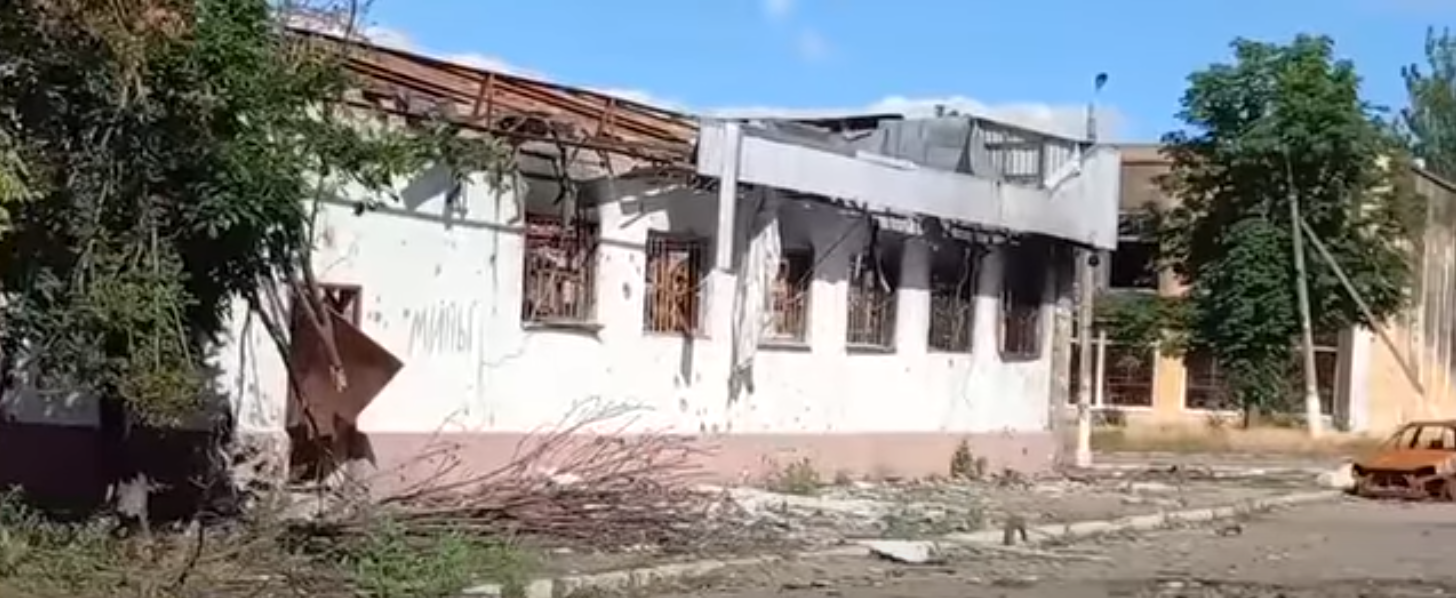
マリンカの破損した建物（2022年6月）

2022年3月17日、ロシア国防省がDPR軍がマリンカを占領したと発言した。
4月17日、ロシア軍の砲撃で市民2人が死亡、4人が負傷した。
4月19日、ウクライナ軍がマリンカを奪還した。
4月26日、ドネツィク州知事パブロ・キリレンコによれば、ロシア軍がマリンカを攻撃したが、ウクライナ軍に撃退されたという。
マリウポリの占領とアゾフスタリ製鉄所でのアゾフ大隊の降伏後、5月20日以降にロシア軍の焦点はウクライナ軍の最強の拠点がある北のドンバス地方に移り、マリンカも目標に含まれていた。
2022年5月を通じて、戦闘は「無人機と狙撃兵に支援された壊滅的な砲撃戦」の形で行われたが、ロシアはウクライナの戦線を突破できなかった。
7月3日、ロシア国防省は、ウクライナ軍の第54独立機械化旅団がマリンカでの戦闘で60%以上の兵士と装備を失ったと発言した。
戦闘は7月中旬から8月上旬にかけて激化し、7月11日にはロシアによるマリンカ攻撃が失敗に終わった。さらに7月30日と8月1日にも攻撃が行われたものの、ほとんど成功しなかった。
7月16日、伝えられるところでは、どちらの陣営が使用したかは不明だが、焼夷弾の映像がインターネットを通してマリンカから広まったとされる。焼夷弾は、特定通常兵器使用禁止制限条約により、民間人の居住地域への使用は違法である。
8月5日、DPRとワグネルの部隊はマリンカの半分を支配したと主張した。
ロシア軍は8月25日にマリンカを再び攻撃したが、利益を得ることはできなかった。8月を通じて、ロシア軍はマリンカで漸進的な利益を得た。戦争研究所（ISW）は、マリンカの前線は9月を通じてほぼ停滞したことを報告した。10月の位置情報付き映像では、ロシア軍がマリンカ北のC051101ハイウェイ周辺に進軍したことを示していた。

### 2022年冬～2023年夏の攻勢
2022年12月22日、ドネツク州知事のパブロ・キリレンコは、マリンカと周辺地域は「居住不可能」であり、「残った家屋は一軒もなかった」と述べた。2023年1月、インタビューを受けたウクライナ兵達は、マリンカでの戦闘は「地獄のようなもの」であり、現存する建物は事実上なく、地下室や瓦礫の中、自立した壁の陰から戦っていると語った。1月30日、ウクライナの第79独立空中強襲旅団はマリンカへのロシア軍中隊による歩兵攻撃を撃退したと主張した。ウクライナ軍参謀本部によると、2月2日に衝突が激化し、マリンカでは13回の戦闘が2時間続いた。2月21日、マリンカへのロシアの更なる攻撃は撃退された。英国防省の分析では、マリンカにおけるロシアの冬季攻勢の影響は決定的なものではなく、「多大な資源を費やした」にもかかわらず最小限の利益しか得られなかったと述べた。
4月15日、ウクライナのオレクサンドル・タナフスキー将軍は、マリンカ付近で拘束されたロシア兵6人の映像を公開した。5月24日、ウクライナ軍参謀本部は、マリンカは依然としてこの戦争で継続中の衝突の中心地の1つと述べた。
2023年6月、マリンカの前線にいるウクライナ兵達は、ロシア兵は人員で4対1、大砲で6対1とウクライナを上回っていると主張した。大半の戦闘は至近距離及び地下室で行われた。6月後半には、ロシア軍がマリンカのウクライナ軍を攻撃するために古い装甲車を使用した無人のVBIEDを用いているのが観察された。2023年7月13日、ウクライナ軍がマリンカ南西の「ズヴェリネツ」要塞内のロシア軍が保持する陣地を制圧したと報じられた。この頃にロシア軍はマリンカへの攻撃を強化しており、当時のウクライナ国防副大臣のハンナ・マリアは、2023年9月にマリンカでロシアが攻勢に出ていたと述べた。

### 最終攻勢
2023年10月、ウクライナ軍当局者は、ロシアが東部戦線全域で新たな攻撃を開始し、新たな部隊や装備をマリンカ軸に移送していると述べた。10月7日、ウクライナ軍参謀本部はマリンカで12回のロシアの襲撃を撃退したと報告した一方で、ISWによると、親ロシア派情報筋は西郊外付近での衝突の最中にロシアが同市で進軍していると報告した。10月8日、ウクライナ軍報道官のオレクサンドル・シュトゥプン大佐は、マリンカに対するロシアの攻撃は、ウクライナ予備軍のザポリージャ戦線への移送を阻止する事が目的であると考えていると述べた。10月12日にウクライナの軍事オブザーバーのコンスタンティン・マショベツは、ロシアがマリンカ軸に第68軍団の兵力を集中させていると報告した。
毎日のロシアの攻撃と陣地戦闘が2023年11月まで続き、ウクライナ軍参謀本部は11月3日にマリンカ地区で20回の攻撃を撃退したと主張した。11月9日から10日にかけて、シュトゥプンはロシア軍がマリンカとノヴォミハイリフカ（マリンカの南にある要塞化された村）に攻撃を集中させていると述べ、懲罰部隊のストームZがこの攻撃に参加していると主張した。ロシアの情報筋は、マリンカの西端で衝突が続いていると報告し、ロシア国防省とウクライナ当局者は、マリンカのすぐ西に位置するヘオルヒウカ付近での衝突が増加していると報告した。11月22日、ウクライナ第79独立空中強襲旅団は、ロシア軍が300機以上の神風ドローンを配備し、過去1週間以内にマリンカのウクライナ軍陣地を150回以上攻撃したと主張した。
12月1日、ISWは、現在利用可能な位置情報付き戦闘映像によると、ロシア軍がマリンカの少なくとも74%を支配しているが、現実的にはそれ以上支配している可能性があると評価した。親ロシア派の情報筋は、ロシア軍が市の90～95%を支配しており、ウクライナ軍を市の西端に追い込んだと主張したが、ウクライナ軍参謀本部は更なる前線攻撃を撃退したと報告した。
12月5日、英国防省は、ロシア軍が市の大部分を支配しており、ウクライナ軍が町の西端の領土のポケットを依然として支配していると評価した。
12月12日、第2狙撃大隊と第136戦車連隊のロシア軍部隊がカシュタノヴァ通りの西側の端でロシア国旗を掲げている位置情報付き映像がオンライン上に公開され、最近オシコヴァ川以南に進軍していることを示した。
12月15日、親ロシア派の情報筋は、ロシア軍がオシコヴァの北西450メートルに進軍し、ウクライナが支配しているのはマリンカの2パーセントに過ぎないと主張した。彼らはまた、ロシア軍がマリンカの南側面に沿ってポビエダとノヴォミハイリフカに向けて攻撃を強化していると主張し、一方でウクライナ参謀本部はノヴォミハイリフカとマリンカに対するすべての攻撃を撃退したと報告した。12月22日、ポビエダとノヴォミハイリフカへの地上攻撃が継続している中で、ロシアの軍事ブロガーのライバーは、7月13日にウクライナ軍に奪還されたと伝えられていた「ズヴェリネツ」要塞をロシア軍が奪還したと主張した。
2023年12月25日、ロシアのショイグ国防相は、ロシア軍部隊がマリンカを完全制圧したと発表したが、シュトゥプンはこの主張を否定し、ウクライナ軍は行政区域内に残留していると主張したが、詳細については明らかにしなかった。位置情報付き映像では、ロシア軍が市の北部区画内の最後の抵抗拠点に進軍していることを示していた。翌日の12月26日、ウクライナ軍総司令官のワレリー・ザルジニーは、ウクライナ軍が市の郊外に撤退したことを明らかにし、「一部の場所では既に集落の境界を越えて」、市の郊外に新たな防衛線を構築していると述べた。ザルジニーは、戦闘中に「通りごとに」破壊されたマリンカは「もはや存在しない」とし、領土を維持することは極めて重要だが、「我々にとっては戦闘員の命の方が大切だ」と付け加え、市内で陣地を維持するコストが高くなりすぎたことを示唆した。
2024年1月初旬、ウクライナ軍事アナリスト達は、ウクライナ軍が実際にマリンカ市の境界外の防御陣地に後退したことに同意した。

## 余波
ロシアのウラジーミル・プーチン大統領は、マリンカ占領はロシア軍に「より広い作戦地域に到達する機会」を与えたと評した。
2024年1月初めまでにウクライナ軍は毎日の戦況報告以外にマリンカ占領について公式にコメントしていない。ニューヨーク・タイムズは、ウクライナ当局は通常、都市や町の失陥を直接認めないが、その代わりに自軍の部隊が占領された集落の「付近で活動している」と言及していると報じた。
2024年1月3日、ウクライナ軍参謀本部は、同軍がノヴォミハイリフカ（マリンカの南）とヘオルヒウカ（マリンカの西）「付近」で戦っていると発表した。

## 人道への影響と戦場の状況
マリンカ全域が戦闘で破壊された。2022年5月までに、マリンカの市広場は完全に破壊され、地元の教会の金メッキのドームは部分的に溶け、マリンカの文化センターは破壊された。 市の小学校であるマリンカ第1校と近くの青少年センターは、2022年4月15日以前に破壊され、壁1枚だけが残された。警察署長のArtem Schusは、市内の全ての建物が被害を受けたと述べた。
2022年11月3日時点でウクライナはマリンカの全住民を避難させたと主張した。住民の避難活動はウクライナの特別警察隊「ホワイト・エンジェルス」によって行われており、都市に住むのは不可能だと主張したSchusによって裏付けられた。
2023年3月の声明で、Schusはマリンカ市が「完全に破壊された」と述べた。
2023年12月25日のマリンカ制圧宣言の中で、ロシアのセルゲイ・ショイグ国防相は、マリンカ制圧でドネツク市へのウクライナの砲撃が減少するだろうと述べた。

## 分析
ISWは2023年12月26日、ロシア軍が「機械化された迅速な前進能力」を向上させない限り、ロシアがおそらくマリンカを占領したことは限定的な戦術的利益をもたらすものの、大きな作戦的進歩にはならないと評価した。ISWは更に、マリンカはインフラ被害の規模により「さらなる攻撃作戦を開始するための安全な作戦の足がかりをロシア軍にもたらさない」 とし、また、市外にウクライナ軍の新たな要塞が建設されたため、ロシアの進撃速度と死傷者数はマリンカで経験したものと同様になるだろうと予測した。
軍事専門家でウクライナ軍の元大佐セルヒイ・フラブスキーは、ロシアのマリンカ制圧がウクライナにとって「潜在的に重大な」作戦上および戦術上の懸念をもたらしたと述べた。フラブスキーは、マリンカの喪失により、同市の南に位置するノヴォミハイリフカを支配するウクライナの状況が「著しく悪化する」だろうとし、ロシア軍がウグレダールの北側面をますます脅かすことができると予測した。その一方で、マリンカの戦いは「ロシアの攻撃力を著しく損耗させた」と主張した。
ニューヨーク・タイムズ紙は2024年1月4日、マリンカは廃墟で戦略的価値が限られていたにもかかわらず、この都市の占領は2023年5月にバフムートを占領して以来、ロシアにとって最も重要な領土進出であったと報じた。 ロシア軍は、ドンバス全体を占領するというより大きな目標の一環として、クラホフ、ヴフレダル、ポクロフスクの占領に焦点を移す。 さらに、マリンカの喪失は、ウクライナ軍にとって象徴的な喪失でもあった。ウクライナ軍は、夏の反撃が年末までに停滞した後、2023年を通じて大規模な人口密集地を奪還できなかった